# 乔蕾颖
乔蕾颖（1989年8月24日—），出生于辽宁，中国女子水球运动员，曾代表中国参加2007年世界青少年锦标赛和2008年夏季奥运会女子水球比赛，分别获得银牌和第五名。